# Queen’s House (Tower of London)

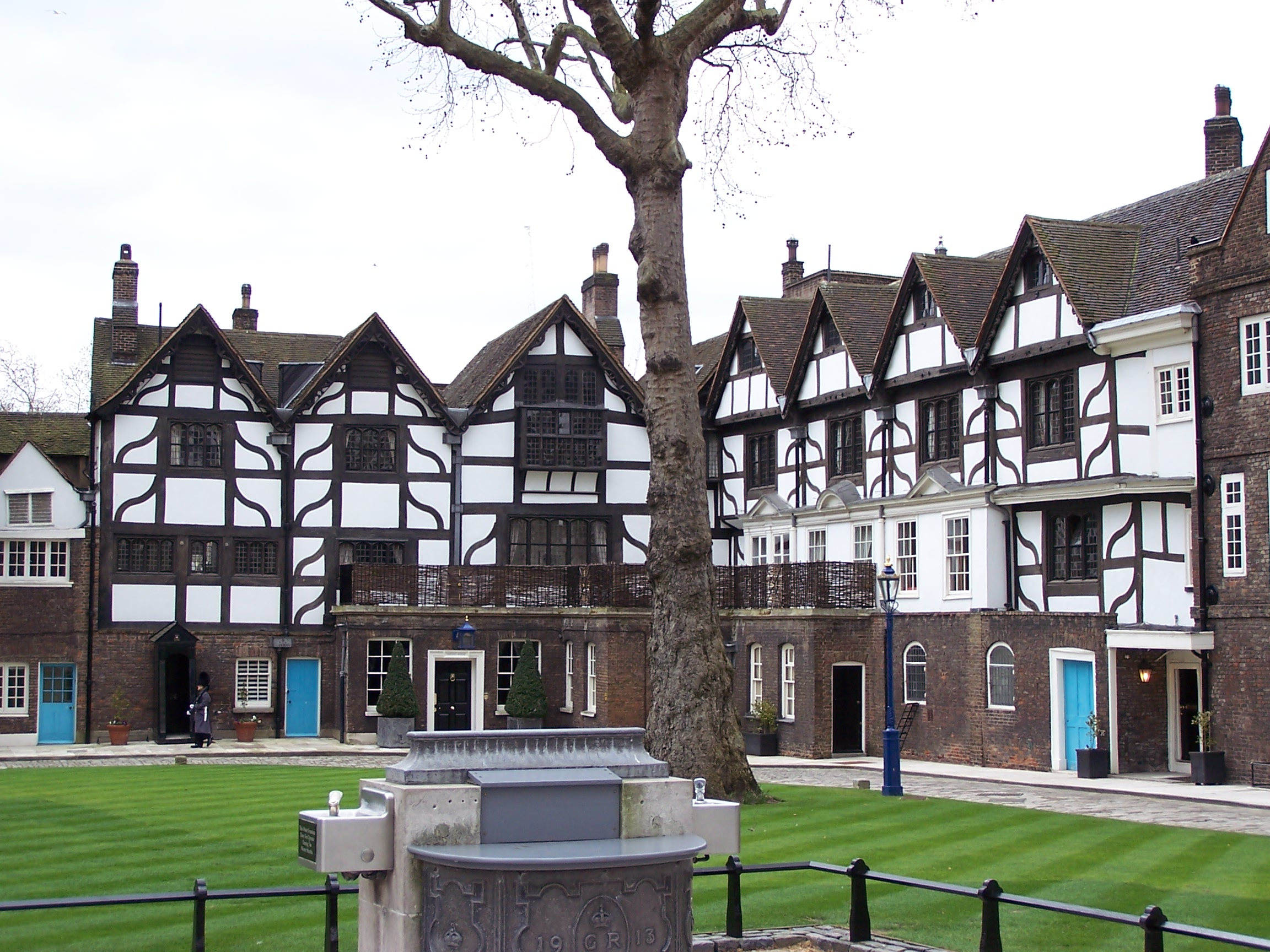
Queen’s House im Tower of London

Das Queen’s House ist ein Wohngebäude im Inneren der Festung des Tower of London. Das Haus befindet sich im Südwesten der inneren Mauer. Das Gebäude, mit dessen Errichtung um 1540 begonnen wurde, diente ursprünglich dem Konstabler des Towers als Wohnraum. Im Laufe der Nutzung über viele hundert Jahre änderte sich der Zweck des Hauses mehrmals. Unter anderem diente es zeitweise als Gefängnis.
Das Haus befindet sich an der Stelle eines Vorgängergebäudes aus dem 14. Jahrhundert, von dem sich im Keller Spuren finden lassen. Auch dieses gehörte vermutlich dem Konstabler. Beim Bau des Queen’s House wurden Räume des Bell Tower in den Bau integriert und sind vom Queen’s House aus zugänglich. 1607 teilten die Baumeister das Obergeschoss in zwei Geschosse auf. Der obere Teil der vorherigen großen Halle wurde zu einem Sitzungssaal umfunktioniert. Ebenfalls ins 17. Jahrhundert fallen eine in Backstein ausgeführte Erweiterung im Erdgeschoss und ein Treppenhaus im Süden des Baus.
Das Fachwerkhaus hat doppelt gebogene diagonale Streben. Die Giebel werden durch mit Schnitzereien versehene Ortgänge geschmückt.
Im Sitzungssaal steht heute eine Büste von Jakob I. zum Gedenken des Gunpowder Plots.